# Christian Greber
Christian Greber (* 8. Februar 1972 in Mellau, Vorarlberg) ist ein ehemaliger österreichischer Skirennläufer. Er war auf die schnellen Disziplinen Abfahrt und Super-G spezialisiert, gewann ein Weltcuprennen und nahm an den Olympischen Winterspielen 2002 in Salt Lake City teil. Eine schwere Knieverletzung im Oktober 2002 zwang ihn zur Beendigung seiner Karriere. 

## Karriere
Erste internationale Erfahrungen sammelte Greber bei den Juniorenweltmeisterschaften 1991 in Geilo, wo er in allen Rennen in die Wertung kam, aber keine Spitzenplätze erreichte. Sein Debüt im Weltcup gab er am 29. Dezember 1993 in der Abfahrt von Bormio. Im Rest der Saison kam er wieder bei FIS-Rennen und im Europacup zum Einsatz. Die nächsten Weltcuprennen folgten in der Saison 1994/95. Die ersten Punkte holte Greber am 13. Jänner 1995 mit Rang 15 in der Hahnenkammabfahrt auf der Streif in Kitzbühel. Am 26. Februar erreichte er überraschend den dritten Platz im Super-G von Whistler. Dieses Resultat konnte Greber aber während des gesamten nächsten Winters nicht bestätigen und so musste er in der Saison 1996/97 wieder im Europacup starten. Hier erreichte er mit einem Sieg in der Abfahrt von Haus und weiteren vier Podestplätzen den zweiten Rang in der Gesamtwertung und im Abfahrtsklassement, womit er für den nächsten Winter wieder einen Fixstartplatz im Weltcup hatte.
In der Saison 1997/98 fuhr Greber in acht der elf Weltcupabfahrten unter die schnellsten 20 und erreichte als bestes Resultat den sechsten Platz in Bormio. Im Abfahrtsweltcup belegte er Rang 19, aber seinen Fixstartplatz konnte er damit nicht halten. So musste er im Winter 1998/99 auch wieder im Europacup starten, wo er mit vier Podestplätzen den fünften Rang in der Abfahrtswertung und Platz zwei im Super-G-Klassement erreichte. Im Weltcup kam er in fünf Abfahrten zum Einsatz und erzielte als bestes Ergebnis den achten Platz in Bormio. Die Weltcupsaison 1999/2000 begann Greber mit einem fünften Platz in der Abfahrt von Beaver Creek. Anschließend kam er aber nur zweimal unter die besten 15, bis ihm beim Saisonfinale in Bormio als Dritter in der Abfahrt sein zweiter Podestplatz gelang. Im Abfahrtsweltcup belegte er damit den 15. Rang. In der Saison 2000/01 kam er trotzdem wieder vermehrt im Europacup zum Einsatz, aber auch im Weltcup gelang ihm mit dem sechsten Platz in der Abfahrt von Kitzbühel ein gutes Ergebnis.
Mit seinen Trainingsleistungen im Sommer 2001 sicherte sich Greber endgültig einen Stammplatz in der Weltcupmannschaft der österreichischen Abfahrer. In den ersten drei Abfahrten der Saison 2001/02 in Val-d’Isère und Gröden konnte er sich immer unter den besten zehn klassieren und in der vierten Saisonabfahrt in Bormio feierte Greber vor seinen Teamkollegen Fritz Strobl und Stephan Eberharter den ersten Sieg. Mit zwei weiteren Top-10-Plätzen in der zweiten Abfahrt von Bormio und am Saisonende in Zauchensee erreichte er den siebenten Platz im Abfahrtsweltcup. Mit seinem ersten Weltcupsieg konnte sich Greber innerhalb des österreichischen Teams auch erstmals für eine Großveranstaltung qualifizieren. Bei den Olympischen Winterspielen 2002 in Salt Lake City belegte er den sechsten Platz in der Abfahrt.
Am 10. Oktober 2002 verletzte sich Greber beim Super-G-Training am Pitztaler Gletscher schwer, als er bei einem Tor hängen blieb und einen Steilhang hinunter stürzte. Dabei rissen alle Bänder im linken Knie und die Patellasehne, er wurde in der Klinik von Dr. Christian Schenk drei Stunden lang operiert. Greber hatte für den nächsten Tag seine standesamtliche Hochzeit geplant gehabt. Er musste die komplette Saison 2002/03 pausieren und konnte erst im Sommer 2003 wieder am Training teilnehmen, aber nach anhaltenden Knieproblemen musste er sich im November 2003 einer weiteren Operation unterziehen. Nachdem er auch im Winter 2003/04 keine Rennen bestreiten konnte, gab er aus gesundheitlichen Gründen im April 2004 seinen Rücktritt vom Spitzensport bekannt.
Greber ist derzeit Rennchef der Skifirma Head. Am 15. April 2016 wurde Greber vom ÖSV in die neu geschaffene Funktion des sportlichen Leiters für Nachwuchs im alpinen Bereich (mit Beginn Mai 2016) bestellt, im Frühjahr 2021 wechselte er zur Entwicklungsabteilung (Ski-Technologie) des ÖSV.

## Privates
Greber ist mit der früheren Skirennläuferin Cornelia Meusburger verheiratet. Der gemeinsame Sohn Jakob Greber (* 2003) ist ebenfalls als Skirennläufer aktiv.

## Erfolge

### Olympische Winterspiele
- Salt Lake City 2002: 6. Abfahrt

### Weltcup
- Saison 2001/02: 7. Abfahrtswertung
- Ein Sieg (Abfahrt in Bormio am 28. Dezember 2001) und zwei dritte Plätze

### Europacup
- Saison 1996/97: 2. Gesamtwertung, 2. Abfahrt, 4. Super-G
- Saison 1998/99: 2. Super-G, 5. Abfahrt
- Ein Sieg (Abfahrt in Haus am 18. Dezember 1996), fünf zweite und sieben dritte Plätze

### Juniorenweltmeisterschaften
- Geilo 1991: 12. Kombination, 18. Abfahrt, 18. Super-G, 29. Slalom, 36. Riesenslalom